# Wappenbuch der Österreichischen Monarchie
Das Wappenbuch der Österreichischen Monarchie ist eine Sammlung von Wappen in der Österreichischen Monarchie. Das Wappenbuch wurde zwischen 1831 und 1847 von Johann Andreas Tyroff in Nürnberg herausgegeben.

## Beschreibung

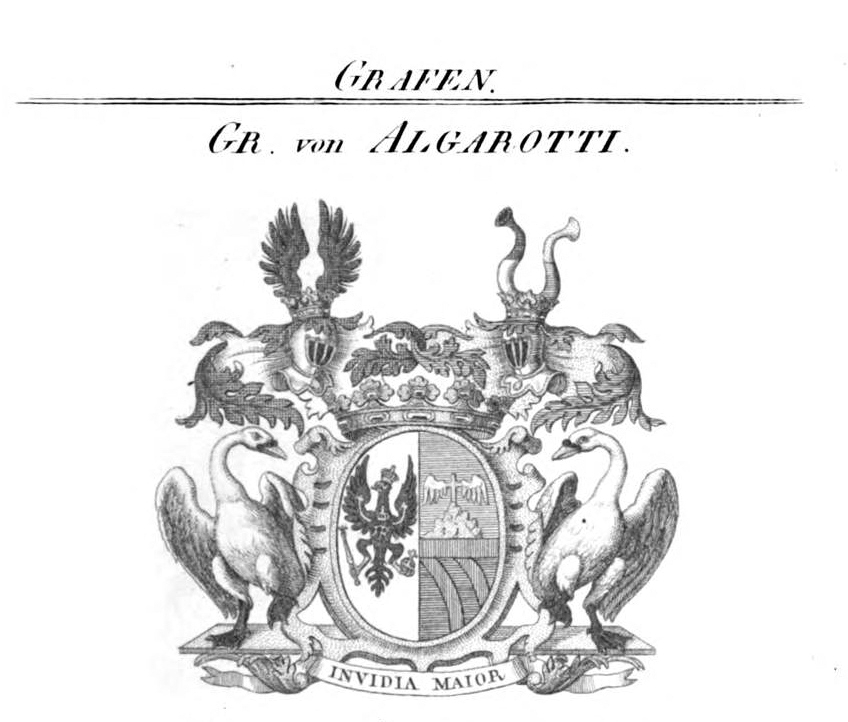
Tyroff: Wappenbuch des höheren Adels der deutschen Bundesstaaten, 1846–1865, Scan von Google / Bayerische Staatsbibliothek

Das komplette Wappenbuch besteht aus 22 Bänden mit 400 Kupfertafeln der Österreichischen Monarchie (1831–1855) und 13 Bänden  sämtlicher fürstlicher und gräflicher Häuser der Österreichischen Monarchie (1852–1865). Es wurde von J. A. Tyroff (1801–1872), einem Spross der Kupferstecher- und Verlegerfamilie  Tyroff, in Nürnberg verlegt. Die Tyroffs waren mit den Siebmacherschen Wappenwerke nicht nur geschäftlich, sondern auch verwandtschaftlich verbunden. Sie trennten sich im Jahre 1791 und die Tyroffs veröffentlichten bis in das 19. Jahrhundert ihre eigene Serie der „Tyroffschen Wappenbücher“. Im Gegensatz zu den Siebmacherschen Wappenbüchern nahmen sie in ihren Wappensammlungen eine landschaftliche Gliederung vor. Zusätzlich stellten sie pro Seite weniger Wappen vor und zeigten besonders schöne und bedeutende Wappen auf einer ganzen Seite. Die Darstellung der Wappen erfolgte durch Schraffuren, nachteilig gilt, dass jegliche genealogische Angabe in den Tyroffschen Wappenbuch der Österreichischen Monarchie fehlt. 

In seinem Vorbericht zum Band 1 vom Februar 1831 schreibt J. A. Tyroff: 

„Ermuthigt durch die günstige Aufnahme, welche sowohl das „Wappenbuch des Königreichs Bayern“ als jenes der „Preussischen Monarchie“ gefunden hatte, entschloß ich mich (…), die herausgabe eines ähnlichen Werkes für die kaiserlich österreichischen Staaten zu wagen. – Es soll dieses Werk sowohl die Wappen aller im 18ten und 19ten Jahrhundert erhobenen fürstlichen, gräflichen, freiherrlichen und adelichen Häuser, als auch der schon früher existierenden, gegewärtig noch blühenden Familien in sich fassen und von nun an, jährlich ein Band desselben geliefert werden. – (…) bis gegenwärtiges Band, welcher 1 herzogliches, 56 fürstliche und 43 gräfliche Wappen, in streng alphabetischer Ordnung enthält, erscheinen konnte. Es wurde Alles aufgeboten, die Wappen richtig und mit möglichst heraldischer Genauigkeit zu liefern.“